# Lamprogaster flavihirta
Lamprogaster flavihirta är en tvåvingeart som beskrevs av Mcalpine 1973. Lamprogaster flavihirta ingår i släktet Lamprogaster och familjen bredmunsflugor. Inga underarter finns listade i Catalogue of Life.